# Narcís-Jordi Aragó i Masó
Narcís-Jordi Aragó i Masó (29. června 1932, Girona - 22. srpna 2016, Girona) byl katalánský novinář, právník a spisovatel.

## Životopis
Vystudoval práva na univerzitě v Barceloně a žurnalistiku na Escola Oficial de Madrid. Od roku 1957 do roku 1977 působil jako právník a od roku 1962 jako novinář. V letech 1955 až 1963 pracoval pro Ràdio Girona. Jako novinář byl velmi aktivní. Byl šéfredaktorem časopisu Vida Catòlica (1962–1967), vedl týdeník Presència (1967–1980) a byl dopisovatelem Tele/Express (1970–1980).
´
Byl spoluzakladatelem Tiskové asociace Girona (1977) a v roce 1985 Asociace novinářů Katalánska. Byl ředitelem Centra pro informace a dokumentaci komory obchodu a průmyslu Girona (1975–1995), byl vedoucím tiskového oddělení a ředitel věstníku. Od roku 1979 byl přispěvatel deníku El Punt. Od roku 2007 byl předsedou redakční rady tohoto deníku. Od roku 1985 byl ředitelem časopisu Revista de Girona. V roce 2008 se stal čestným prezidentem nadace Rafael Maso Girona. Od roku 2006 byl členem dozorčí rady knihovny Valvi v Gironě. Byl členem Královské katalánské akademie výtvarných umění od roku 1987.

## Dílo
- Girona grisa i negra (1972) (spoluautoři J.M Casero, J. Guillamet i P. Pujades)
- La Devesa, paradís perdut 1980
- Protagonistes de la història econòmica gironina (1981)
- Guia de la Girona monumental (1981)
- Girona ara i sempre: (una crònica) 1982
- Papers de butxaca 1986
- La Girona dels poetes (1986)
- Els jueus a les terres gironnes (spoluautor R. Alberch) (1991)
- L'Empordà d'anar i tornar 1992
- Teoria i pràctica de Girona (1994)
- Guia literària de Girona (1995)
- Els epistolaris de Carles Rahola (spoluautor J. Clara) (1996)
- Girona grisa i negra, després de 25 anys (1999) (spoluautor Pius Pujades a Jaume Guillamet)
- Girona. Guia del visitant (spoluautor J. Moreno) (2000)
- Girona grisa i negra, després de 27 anys (1999) (spoluautor Pius Pujades a Jaume Guillamet)
- Atles literari de les terres de Girona (spoluautor Mariàngela Vilallonga) (2003)
- Arrels empresarials gironines (spoluautor E. Mirambell) (2005)
- Rafael Masó i els noucentistes (2008)